# ريان ولف
ريان ولف (بالإنجليزية: Ryan Wolfe)‏ هو لاعب كرة قدم أمريكية أمريكي، ولد في 23 نوفمبر 1986 في سانتا كلاريتا في الولايات المتحدة.